# 唐娜·卡兰

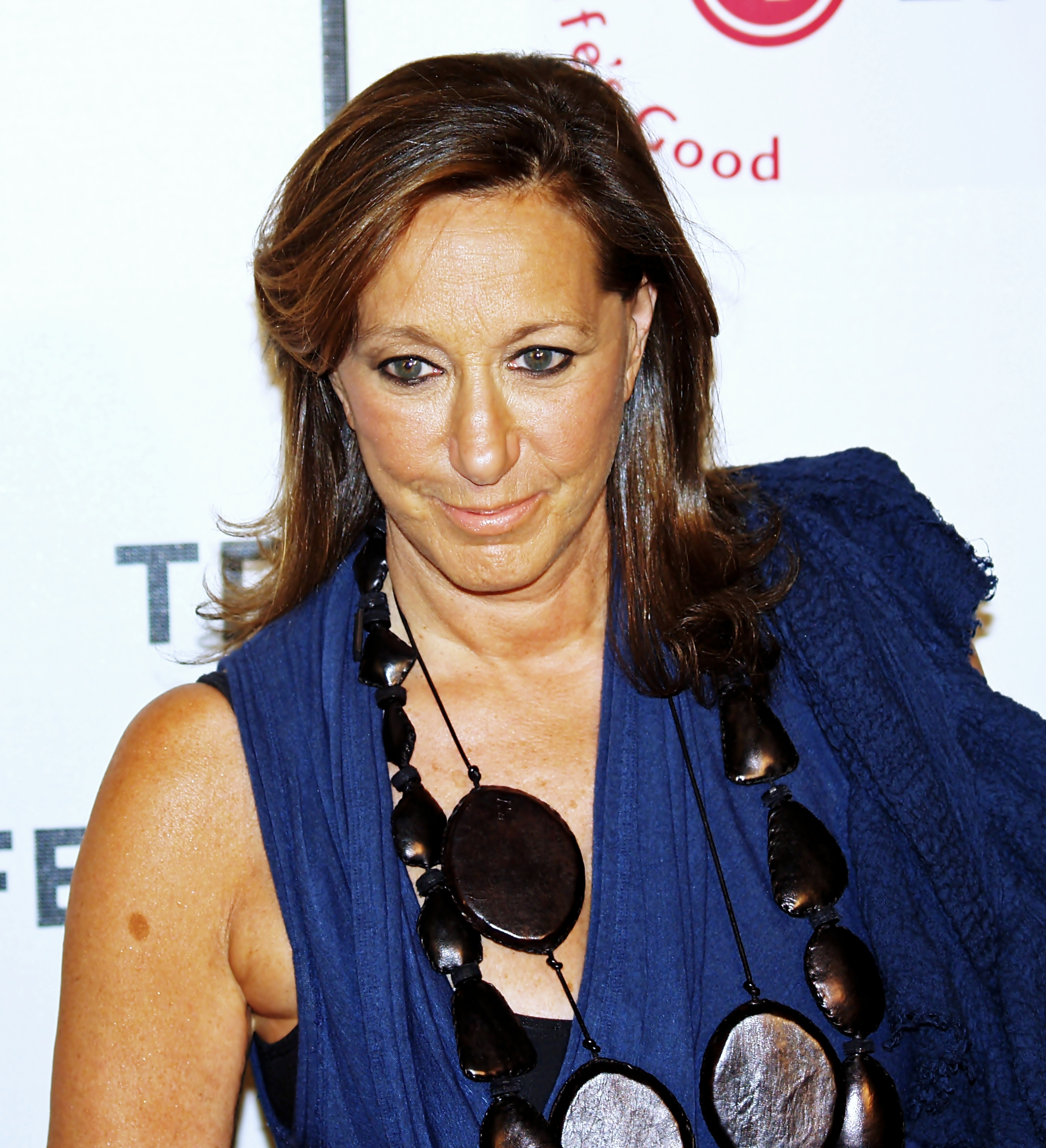

唐娜·卡兰（Donna Karan，1948年10月2日—），也被称为“DK”，是一位美国时装设计师，是Donna Karan New York和DKNY服装品牌的创建者。

## 早年生活
卡兰出生于纽约市皇后区森林小丘社区的一个犹太人家庭，母亲是海伦·“奎妮”·法斯克，父亲是加布里埃尔·“加比”·法斯克。 卡兰的母亲曾是一名模特，曾在设计师切斯特·温伯格的展示间工作。她的父亲是一名裁缝和衣帽匠，在唐娜三岁时去世。
卡兰和她的姐姐盖尔由母亲在纽约拿骚县五镇地区的伍德米尔抚养长大。唐娜喜欢打垒球、排球和篮球，在高中时逃课，并在艺术系打发大部分时间。她于1966年从休利特高中毕业，然后进入帕森斯设计学院学习。 卡蘭結過兩次婚。她的第一任丈夫是馬克·卡蘭（已離婚）。她的第二任丈夫是藝術家兼雕塑家史蒂芬·魏斯。

## 脚注
1. ↑  Contributor, Ron Marzlock, Chronicle. . Queens Chronicle.   [2021-04-23]. （原始内容存档于2021-12-11） （英语）.
2. ↑  . Johanna Neuman. Moment. July–August 2009  [10 April 2012].[永久]
3. ↑  Paula E. Hyman (1997，第26頁)
4. ↑  . The New School. The New School.   [18 November 2014]. （原始内容存档于2016-05-08）.
5. ↑  . donnakar.ru.   [2025-07-21].